# Mihara-ku (Sakai)
Mihara (美原区 Mihara-ku?) es un barrio de la ciudad de Sakai, en la prefectura de Osaka, Japón. En julio de 2019 tenía una población estimada de 38.094 habitantes y una densidad de población de 2.886 personas por km². Su área total es de 13,20 km².

## Demografía
Según datos del censo japonés, la población de Mihara se ha mantenido estable en los últimos años.
| Año del censo | Población |
| ------------- | --------- |
| 2005          | 39.135    |
| 2010          | 39.280    |
| 2015          | 39.156    |